# شارلوت رولین
شارلوت رولین (انگلیسی: Charlotte Rohlin؛ زادهٔ ۲ دسامبر ۱۹۸۰) بازیکن فوتبال اهل سوئد است.
از باشگاه‌هایی که در آن بازی کرده‌است می‌توان به باشگاه فوتبال لینشوپینگ اشاره کرد.
وی همچنین در تیم ملی فوتبال زنان سوئد بازی کرده‌است.